# Sân bay Turku
Sân bay Turku (IATA: TKU, ICAO: EFTU), là một sân bay nằm cách Turku 8 km, Phần Lan. Sân bay này phục vụ khoảng 300.000 lượt khách mỗi năm, là sân bay có lượng khách đông thứ 5 Phần Lan. Sân bay này có một nhà ga thứ hai dành cho các hãng hàng không giá rẻ.

### Các hãng vận tải hành khách (theo lịch trình)
Nội địa
- Finnair (Helsinki, Kittilä)
- Finncomm Airlines (Helsinki)
- Wingo xprs (Tampere, Oulu)
- Air Åland (Mariehamn)

Quốc tế
- Blue1 (stockholm, Copenhagen)
- Scandinavian Airlines Systems (Copenhagen)
- Wizz Air (Gdansk, Budapest)
- Ryanair (Barcelona-Girona, Brussel-Charleroi, London-Stansted, Malaga)
- Turku Air (Tallinn)

### Các hãng và các tuyến trước đây
- Finnair (Tukholma, Oslo)
- Blue1 (Oulu, kopenhagen, marianhamn)
- ELK airways (Tallinn)

### Các hãng vận tải hàng hóa
- Finnair
- SAS/Blue1
- DHL
- TNT Air Cargo
- EXEL